# Języki Obce w Szkole
Języki Obce w Szkole – czasopismo skierowane do nauczycieli języków obcych. Powstało w 1957 roku jako pismo przedmiotowo-metodyczne ówczesnego Ministerstwa Oświaty. Języki Obce w Szkole dostarczają nauczycielom informacji teoretycznych i praktycznych z zakresu glottodydaktyki, językoznawstwa, psycholingwistyki i kulturoznawstwa. Służą wymianie doświadczeń, poszukują najskuteczniejszych metod i technik nauczania, inspirują do efektywnej pracy, informują o wszelkich nowościach wydawniczych, pracach MENu, instytutów naukowych związanych z oświatą i wydarzeniach, które mogą mieć istotny wpływ na nauczanie języków obcych.

## Historia
Pierwszy numer Języków Obcych w Szkole ukazał się w styczniu 1957 i w pierwszym roku wydania ukazał się jako kwartalnik. Pierwszym wydawcą czasopisma były Państwowe Zakłady Wydawnictw Szkolnych (PZWS). Pismo liczyło wówczas 65 stron. Wyróżniono w nim następujące działy: Język i literatura, Programy i podręczniki, Z doświadczeń nauczycieli, Metodyka, Języki obce za granicą, Głosy z terenu, Oceny i sprawozdania, Kronika, Bibliografia. Na początku czasopismo było skierowane do nauczycieli języków: angielskiego, francuskiego, łacińskiego i niemieckiego. W styczniu 1958 pismo zaczęło się ukazywać jako dwumiesięcznik i w tej częstotliwości ukazywało się do 2010 r.
1 stycznia 1974 r. nastąpiło połączenie Państwowych Zakładów Wydawnictw Szkolnych (PZWS) oraz Państwowych Wydawnictw Szkolnictwa Zawodowego (PWSZ) w jedną oficynę – Wydawnictwa Szkolne i Pedagogiczne (WSiP). Nastąpiła nieznaczna zmiana szaty graficznej: pojawiły się zdjęcia, nowa czcionka, inny wygląd spisu treści. Gazeta wydawana była jako dwumiesięcznik. Zamieszczano także artykuły w językach oryginalnych: francuskim, angielskim, niemieckim i rosyjskim.
W styczniu 1991, w związku z likwidacją dwumiesięcznika Język Rosyjski, do czasopisma dołączona została wkładka, służąca jako uszczuplony zeszyt dla nauczycieli języka rosyjskiego.
W marcu 2000 ukazał się ostatni numer (2-3/2000) wydany przez WSiP. 16 marca 2000 roku nastąpiło przejęcie czasopisma przez Centralny Ośrodek Doskonalenia Nauczycieli (CODN) (przekształcony w 2010 r. w Ośrodek Rozwoju Edukacji). Czasopismo zmieniło szatę graficzną, czcionkę, format, okładkę. Objętość pisma została zwiększona do 240 stron. Pierwszym numerem wydanym przez CODN był numer 4/2000. Zlikwidowano również wkładkę dla nauczycieli języka rosyjskiego, którą włączono do głównego wydania. Od numeru 1/2001 na liście języków wymienianych na stronie tytułowej pojawiły się także hiszpański i włoski, choć pojedyncze artykuły dotyczące nauczania tych języków ukazywały się w piśmie już wcześniej. Od 2000 do 2010 ukazywały się również wydania specjalne, publikowane jako numery dodatkowe pod koniec każdego roku.
W roku 2004 czasopismo otrzymało certyfikat European Language Label.
W roku 2011 pojawiła się internetowa wersja czasopisma pod nazwą JOwS Nauczanie wczesnoszkolne (dla nauczycieli przedszkoli i klas I-III). Od 2011 pismo ukazuje się ponownie jako kwartalnik.
Od 1 stycznia 2012 roku rolę wydawcy czasopisma przejęła Fundacja Rozwoju Systemu Edukacji. Jest ono wydawane jako kwartalnik, przeważnie wyłącznie w wersji elektronicznej (formaty pdf, epub, mobi), która dostępna jest bezpłatnie na stronie internetowej czasopisma.

## Redaktorzy naczelni
- Feliks Jungman (1957-1965)[1]
- Antoni Prejbisz (1965-1981). Zmarł 17 maja 1980, ale do końca 1980 roku jego nazwisko było umieszczane w piśmie (w czarnej obwódce)[6][1].
- Ernest Rosiński (1981-1982)[6]
- Maria Gorzelak (1982-2010)[6]
- Marek Zając (2010-2011)
- Anna Grabowska (2012-2016)
- Agnieszka Karolczuk (2017-2020)
- Marcin Smolik[7] (2021-2023)
- Beata Maluchnik (2024-)

## Częstotliwości ukazania się
- 1957 – 4 razy w roku
- 1958–1960 – 6 razy w roku
- 1961–1999 – 5 razy w roku (w 1995 wyjątkowo 6 razy w roku)
- 2000–2010 – 6 razy w roku – 5 numerów zwykłych i wydanie specjalne (w 2001 7 razy w roku – 5 numerów zwykłych i 2 wydania specjalne)
- 2011–do dziś – 4 razy w roku (dodatkowo wydanie specjalne w roku 2023)